# Jungar
Jungar – gaun wikas samiti w zachodniej części Nepalu w strefie Rapti w dystrykcie Rolpa. Według nepalskiego spisu powszechnego z 2011 roku liczył on 1019 gospodarstw domowych i 5169 mieszkańców (2765 kobiet i 2404 mężczyzn).